# 琴苑要录
《琴苑要录》，古琴谱。

## 主要内容
琴谱主要内容包括《则全和尚节奏指法》、《斫琴法》、《造弦法》等重要资料。

## 历史价值
《琴苑要录》是汇集了宋代斫琴文献的明人抄本,其中所保存的唐代斫琴名家雷震、张越之琴的实际尺寸记录,以及关于唐、宋斫琴法的比对性文献,是研究唐代、宋代这两个琴文化发展重要时期的必由之路。